# Аль-Муайдар
«Аль-Муайдар» (араб. معيذر‎) — катарский футбольный клуб из Дохи. Основан в 1996 году. В настоящее время выступает в Старс-лиге. Домашние матчи проводит на стадионе «Аль-Гарафа», вмещающем 25 000 зрителей. Цвета клуба — бело-коричневые. Был основан в 1951 году под названием «Аль-Шабаб». В 2004 году, по приказу Олимпийского комитета Катара, клуб переименовали в Аль-Муайдар.

## Достижения
Кубок шейха Яссима
- Обладатель (1): 2003